# Chu Ly Vương
Chu Ly Vương hay Chu Hy Vương (chữ Hán: 周釐王 hay 周僖王; trị vì: 681 TCN - 677 TCN), tên thật là Cơ Hồ Tề (姬胡齊), là vị vua thứ 16 của nhà Chu trong lịch sử Trung Quốc.
Ông là con trai của Chu Trang Vương – vua thứ 15 nhà Chu.
Năm 679 TCN, đời Chu Ly vương, Tề Hoàn Công bắt đầu xưng bá chủ chư hầu.
Dưới thời Chu Hoàn vương và Chu Trang vương nhiều lần đem quân đánh nước Tấn, giúp chi trưởng của nước Tấn đánh thắng thế lực ở Khúc Ốc. Năm 679 TCN Khúc Ốc Vũ công Cơ Xứng mang quân tấn công đất Dực, giết chết vua Tấn. Để tránh sự can thiệp của nhà Chu, Cơ Xứng mang của cải nước Tấn đút lót cho Chu Ly vương, nên Ly vương không can thiệp vào nước Tấn như các đời trước nữa và đồng ý công nhận Cơ Xứng làm vua chư hầu nước Tấn.
Năm 677 TCN, Chu Ly Vương mất. Ông ở ngôi 5 năm. Thái tử Cơ Lãng lên nối ngôi, tức là Chu Huệ vương.

## Gia quyến
- Cha: Chu Trang vương Cơ Đà
- Mẹ: Không rõ
- Vương hậu: Không rõ
- Con cái
  - Chu Huệ vương (? - 651 TCN) Cơ Lãng
  - Vương tử Hồ (? - 624 TCN), tức Vương thúc Văn công[2][3]